# Chrysler Aspen
Pour les articles homonymes, voir Aspen (homonymie).
Le Chrysler Aspen est un véhicule SUV non importé en France.
Basé sur la même plateforme que le Dodge Durango II, il existe en 2 versions :
La version essence et la version hybride (essence-électrique).

## Présentation Générale
Le Chrysler Aspen, conçu sur la base du Durango, a été pensé pour rivaliser avec les Cadillac Escalade et autres Lincoln Navigator. L'Aspen partage la taille et la mécanique de Durango, les principales différences étant le style, l’aménagement intérieur et la mise au point. L'Aspen a une capacité de remorquage d'environ 4 036 kg.
Le système de contrôle électronique de la stabilité d'Aspen intègre une nouvelle fonctionnalité conçue pour contrôler le balancement de la remorque.
L'Aspen peut accueillir sept ou huit passagers, selon la configuration des sièges. Trois rangées de sièges sont standards, à commencer par les sièges avant, une banquette de deuxième rangée et une banquette de troisième rangée.

## Caractéristiques

### Motorisations
Deux moteurs V8 sont disponibles, un V8 à carburant polyvalent de 4,7 litres qui gagne 68 ch en 2008 pour un total de 303 chevaux, et un V8 de 5,7 litres de 335 ch. Les 4,7 litres peuvent fonctionner avec de l'essence ordinaire ou de l'E85. L'Hemi de 5,7 litres utilise le système multi-déplacement de Chrysler, qui permet d'économiser du carburant en coupant la moitié des cylindres lorsque le moteur tourne sous une charge légère. Les acheteurs peuvent choisir entre la propulsion arrière et la transmission intégrale avec l'un ou l'autre moteur.
Une version hybride électrique des deux SUV a été lancée en 2009.
General Motors, BMW et Chrysler (entreprise) avaient mis au point le groupe électrogène hybride-électrique, dont la version utilisait un V8 Hemi et diminuait la consommation d'essence de 40% en cycle urbain, pour un gain global de 25%. On peut alors faire une moyenne de 14,1 L/100 km en ville pour la Chrysler Aspen Hemi de série à quatre roues motrices.

### Équipements
L'Aspen est un SUV se voulant élégant, doté d'un style qui reprend la calandre traditionnelle de Chrysler et des courbes rappelant la Dodge Durango. Il est équipé de jantes en alliage de 18 pouces ou de jantes chromées de 20 pouces en option.
L'intérieur allie des éléments satinés et métallisés à des garnitures en fibres de bois sur le tableau de bord et la console centrale. La garniture standard est le tissu Yes Essentials de Chrysler, une marque de fabrique qui résiste aux taches et aux odeurs. La garniture en cuir est facultative et toutes les fonctions habituelles d'alimentation et de personnalisation sont disponibles.
Un seul niveau de finition était disponible, Limited.
L'Aspen propose de nouvelles fonctionnalités de sécurité et de divertissement pour 2008. La radio MyGIG de Chrysler, qui comprend un disque dur de 20 Go pouvant contenir de la musique, des images, des DVD et des informations cartographiques sur le système de navigation, est disponible avec 8 haut-parleurs Alpine, tout comme une caméra de recul,.
|                         |
| Chrysler Aspen de 2008. |

|              |
| Vue arrière. |

|                 |
| Vue intérieure. |